# Gino Volpe
Gino Volpe (Marsico Nuovo, 22 marzo 1943 – Villa d'Agri di Marsicovetere, 20 marzo 2020) è stato un cantautore italiano.

## Biografia
Intraprese gli studi presso il conservatorio S. Pietro a Majella di Napoli e successivamente presso il conservatorio "Niccolò Piccinni" di Bari, diplomandosi in composizione, strumentazione orchestrale e direzione di coro; iniziò la carriera professionale componendo ed interpretando canzoni ed esibendosi con un suo gruppo, I Compagnoni, fino ad ottenere un contratto discografico con la Vis Radio. Successivamente venne scritturato, in ordine di tempo, da R.C.A., Fonit/Cetra - King Universal - Voce del Padrone - Phonotype Record - Presence - Diskos (Jugoslavia), in qualità di cantautore, musicista, arrangiatore e direttore d'orchestra. Professore ordinario presso il Ministero della Pubblica Istruzione, consulente universitario sugli usi costumi e tradizioni popolari del sud Italia.
Partecipò al Cantagiro 1966 con Un bacio ancora... Arrivederci, scritta dallo stesso Volpe insieme a Giovanni Langone.
Dopo molti dischi cambiò genere, avvicinandosi al folk/pop
A partire dagli anni '80 si dedicò anche all'organizzazione di festival e manifestazioni musicali in Basilicata, come il Disco D'Oro - Festival Nazionale della Musica e dello Spettacolo in Basilicata, ideato e diretto dallo stesso Volpe. Si è distinto, in primis, come autore di eccellenza, coreografo e regista di spettacoli di varietà, musica leggera e classica.
È morto il 20 marzo 2020, due giorni prima del 77º compleanno, nella sua abitazione di Marsicovetere, stroncato da un improvviso malore.

## Discografia parziale

### Album
- 1974 – Gino Volpe

### Singoli
- 1965 – Al mare con te/Perché sei così
- 1966 – Capricciosa/Mariarosa
- 1966 – Un bacio ancora... Arrivederci/In questo momento